# Continental Motors
Continental Motors (w skrócie Continental) – amerykańska wytwórnia tłokowych silników lotniczych stosowanych w samolotach lekkich, jej siedziba mieści się w Mobile, w stanie Alabama. Założona w 1929 roku, w latach 1969–2010 należała do koncernu Teledyne, nosząc nazwę Teledyne Continental Motors. W roku 2010 została przejęta przez chińskie konsorcjum AVIC.

## Oznaczenia modeli
Nazwy modeli silników Continental (podobnie jak Lycoming składają się z trzech członów (np. O-470-S1B), pierwszy człon określa główne cechy konstrukcji, drugi człon określa pojemność skokową w calach sześciennych (1 cal sześcienny = 16,387 cm3) natomiast trzeci człon stanowi określenie konkretnej wersji. Prefiksy stosowane w pierwszym członie nazwy:
- AE - od angielskiego "Aerobatic", oznacza silnik przystosowany do zabudowy w samolocie akrobacyjnym.
- H - do zastosowania w śmigłowcach w układzie poziomym
- I - silnik zasilany w paliwo przez układ wtrysku paliwa, brak tego prefiksu oznacza zastosowanie gaźnika.
- L - silnik w którym wał korbowy obraca się w lewo (do stosowania w samolotach wielosilnikowych dla uniknięcia efektu "silnika krytycznego")
- O - silnik w układzie przeciwsobnym
- R – silnik w układzie gwiazdowym
- T - silnik wyposażony w turbodoładowanie
- G - silnik wyposażony w reduktor obrotów
- V - do zastosowania w śmigłowcach w układzie pionowym
- S - silnik wyposażony w sprężarkę o napędzie mechanicznym (ang. "Supercharger")

## Silniki tłokowe w układzie "bokser"
- A-40
- A-50
- A-65
- A-75
- C-75
- A-80
- C-85
- C-90
- Tiara 4-180, O-270
- C-115
- C-125
- C-140
- C-145
- C-175
- E165
- E185
- O-200
- E225
- O-300
- IO-346
- IO-360
- Tiara, O-405
- O-470
- O-520
- O-526
- Tiara, O-540
- IO-550
- TD-300